# Црква и гробље на Радишића брду
Црква и гробље на Радишића брду су под заштитом Завода за заштиту споменика културе Краљево. С обзиром да представљају значајну историјску грађевину, проглашени су непокретним културним добром Републике Србије.

## Историја
На ободу Сјеничког поља, 2,5 километара јужно од Сјенице, на Радишића брду су смештени остаци цркве познате као црква Стеве Васовића. Представља једнобродну грађевину делимично укопану са припратом на западу и полукружном апсидом на истоку. На основу аналогија се верује да датује у 17. веку. Некропола је смештена највећим делом са северне стране цркве. Надгробни споменици су делимично повађени и искоришћени за подизање оградног зида порте. На основу прилога у гробовима се закључује да је сахрањивање на локалитету отпочело током друге половине 14. века, а настављено је и после подизања цркве и касније након њеног рушења. У централни регистар су уписани 15. јануара 1999. под бројем АН 128, а у регистар Завода за заштиту споменика културе Краљево 25. фебруара 1998. под бројем АН 27.